# Riespach
Riespach là một xã ở tỉnh Haut-Rhin trong vùng Grand Est ở đông bắc Pháp. Xã này có diện tích 7,57 km², dân số năm 1999 là 735 người. Khu vực này có độ cao 395 mét trên mực nước biển.